# Ústav etnologie a sociální antropologie Slovenské akademie věd
Ústav etnologie a sociální antropologie Slovenské akademie věd (zkr. ÚESA SAV) je jeden z ústavů třetího oddělení Slovenské akademie věd. Jeho vznik byl schválen 20. prosince 1945 a svou činnost začal začátkem roku 1946 pod názvem Národopisný ústav Slovenské akademie věd a umění. V roce 1994 byl přejmenován na Ústav etnologie SAV.

## Názvy
Starší názvy ústavu jsou:
- 1946–1951 Národopisný ústav Slovenské akademie věd a umění
- 1951–1953 Národopisná sekce Historického ústavu Slovenské akademie věd a umění
- 1953–1955 Národopisný kabinet Slovenské akademie věd a umění
- 1955–1994 Národopisný ústav Slovenské akademie věd
- 1994–2019 Ústav etnologie Slovenské akademie věd

## Činnost Ústavu etnologie SAV
V současnosti se toto vědecké pracoviště zabývá základním a aplikovaným výzkumem v oborech etnologie, kulturní a sociální antropologie a religionistika. Hlavním posláním ústavu je zkoumat člověka a jeho sociální vztahy, jeho způsob života a kulturní tradice v srovnávací a historické perspektivě. Kromě základního výzkumu jsou na tomto pracovišti realizovány aplikační projekty, které se zabývají problematikou života národnostních menšin na Slovensku, vztahy minorit a majorit, lidských práv, pohlavní rovnosti, sociální exkluze a inkluze, migrace a kulturní rozmanitosti.
Základní výzkum Ústavu etnologie SAV je orientován na etnologické a kulturně-antropologické studium kultury a způsobu života Slováků na Slovensku, ale i v zahraničí. Výzkum je soustředěn na národnostní a etnické skupiny žijící na území Slovenska, ale i na porovnávací mezikulturní studium etnických skupin a národů Evropy. ÚESA SAV je zároveň sídlem redakce odborných časopisů: Slovenský národopis, Etnologické rozpravy (diskuse). Kromě toho je také sídlem Národopisné společnosti Slovenska a jejich archivů.
Hlavní výzkumné oblasti:
- Dynamika sociální změny a diverzifikace: téma spojené s pracujícími migranty a uprchlíky
- Komunikační základy civilizace: mezigenerační komunikace jako předpoklad řešení aktuálních sociálních problémů
- Holokaust: dokumentace, rozhovory s lidmi, kteří přežili holokaust
- Sociální inkluze a zaměstnatelnost: problém chudoby ekonomicky vyloučených skupin, problém stárnutí a uplatnění mladých lidí
- Kulturní tradice a kulturní změna: Paměť a identita slovenské kultury: kulturní dědictví jako základ kulturního a kreativního průmyslu, rozvoj regionů a turismu
- Sociokulturní vývoj po roce 1989 a městské prostředí: přeměny měst po sociální, demografické a městské stránce
- Náboženství v období modernity: výzkum moderního náboženství[8]

## Archivy Ústavu etnologie SAV
Pracoviště kromě vědeckého výzkumu zabezpečuje shromažďování, zpracovávání, ochranu a praktické využívání archivních fondů. Vědecké archivy pracoviště se začaly budovat v roce 1953. Textový archiv obsahuje 1 486 výzkumných zpráv. V digitálním archivu se nachází více než 125 tisíc digitalizovaných dokumentů, především fotografií, diapozitivů a kreseb, které pocházejí z území Slovenska. Digitální sbírka obsahuje i materiály pocházející ze zahraničních výzkumných cest domácích etnologů. Ústav etnologie SAV disponuje i vlastní knihovnou, v které je více než 12 556 knih a 53 titulů periodik, z nichž 42 je zahraničních. Knihovna je dostupná pro odbornou i laickou veřejnost.

## Dějiny Ústavu etnologie SAV

### Vznik pracoviště
Národopisný ústav, respektive dnešní Ústav etnologie SAV, vznikl na základě usnesení přijatého na IV. konferenci vědeckých ústavů Slovenské akademie věd a umění (zkráceně SAVU), která se konala dne 20. prosince 1945. „V debatě na ni R. Žatko navrhl založení Etnografického ústavu, kde by se zkoncentrovalo bádání slovenské lidové kultury. Potřeba vzniku pracoviště se zdůvodnila tím, že dosavadní ústav nesplňoval zmíněné poslání bádání slovenské lidové kultury v plné míře.“ Následující rok byl schválen nový zákon o SAVU. Tento zákon umožnil autonomní, apolitické budování a fungování SAVU jako svobodné instituci, které cílem bylo vykonávání vědecké a umělecké činnosti na evropské úrovni. 1. února 1946 se stal Národopisný ústav oficiálně jedním z 9 ústavů první třídy SAVU a za jeho ředitele byl jmenován Rudolf Žatko. Ústav měl málo odborných pracovníků, proto si od začátku své existence zval na terénní výzkumy a řešení dalších úloh externí spolupracovníky a studenty. V této době bylo pro SAVU velmi náročné získat dostatek odborných pracovníků. I z toho důvodu zastávali vedoucí pozice na jednotlivých pracovištích především externí odborníci.
Statní převrat v roce 1948 se sebou přinesl i změnu v realizaci vědecké praxe. V souladu s tím museli i pracovníci Národopisného ústavu studovat sovětskou literaturu a pravidelně o tom informovat Správní výbor prostřednictvím pracovních výkazů. Na začátku 50. let 20. století musela SAVU častěji čelit novým politickým a společenským podmínkám, které se sebou přinesla změna politické situace. I přesto, že se s těmito změnami potkaly některé pracoviště později, Národopisný ústav se s důsledky nové politické situace musel vyrovnávat už v roce 1948. V této době začaly porady se zástupci Matice slovenské. Tyto porady se dotýkaly přeměn v organizaci vědecké činnosti na Slovensku a měly částečně ideologický motiv, který souvisel s politickými změnami. Zástupci Matice slovenské dospěli k závěru, že by měl být ústav přemístěn do Martina a změnit jméno na Národopisný ústav Matice slovenské. Akademie věd však tyto závěry odmítla a Národopisný ústav zůstal v Bratislavě pod záštitou SAVU.
V roce 1949 se ředitelem stává Ján Mjartan. Od následujícího roku začal Národopisnému ústavu postupně stoupat počet vědeckých pracovníků, ale zároveň se začal projevovat politický vliv na fungování tohoto pracoviště. „V květnu 1950 generální tajemník Ústředního výboru Komunistické strany Slovenska (dále jen ÚV KKS) Štefan Bašťovanský na IX. sjezdě KSS určil pro oblast kulturní a vědní politiky jako hlavní úlohy překonání nepřátelských ideologií a individualismu v prospěch metod kolektivní práce, osvojení si plánovité vědecké činnosti, řešení „velkých aktuálních otázek našeho života“, a to na základech ideologie marxismu-leninismu a uplatňováním kritiky a sebekritiky ve vědecké práci.“ V roce 1951 byl proto Národopisný ústav zrušen a přičleněn k Historickému ústavu jako jeho národopisná sekce. Zrušení bylo jenom dočasné a už následující rok byla obnovená samostatnost pracoviště pod novým názvem: Národopisný Kabinet SAVU. Rok 1952 přinesl i další přeměny, které se týkaly organizačních změn v SAVU. Slovenskou akademie věd a umění vystřídala Slovenská akademie věd a Národopisný Kabinet se v roce 1953 stává jejím členem v oblasti společenských věd. Ředitelem zůstává Ján Mjartan. Hlavní úlohy ústavu v tomto období byly:
- Studium způsobu života a kultury slovenských vesnic za jejich přechodu k socialismu
- Studium způsobu života a kultury dělnické třidy
- Přehodnocení dějin slovenské etnografie a folkloristiky od dob Štúrovců.[17]

Národopisný ústav od svého vzniku ovlivňoval vývoj etnologie. Svůj vliv si zachoval i potom, co se stal členem jedné ze sekcí Slovenské akademie věd v oblasti společenských věd. Působení pracoviště se dotýkalo a zahrnovalo formy etnografické práce, metodologické a teoretické přístupy, ale i hledání rovnováhy mezi nezávislou vědou a společensky angažovaným odborem.

### Další vývoj
50. léta 20. století příliš nepřála humanitním vědám, jejich rozvoj proto postupoval pozvolna. Rychlejšímu rozmachu humanitních disciplín bránila politika SAV, která upřednostňovala technické a přírodní směry a také jistá nedůvěra, kterou k humanitním vědcům zachovávali zaměstnanci státních a stranických orgánů. Ti jim vyčítali „nedostatečnou ideologickou uvědomělost, apolitičnost, apod. Ideálem „socialistického“ společenskovědního výzkumníka měl být také odborník, a zároveň politicky a ideologicky uvědomělý pracovník.“ Tato uvědomělost se měla projevovat v angažovanosti pracovníků, přičemž jednou z možností byla např. lektorská aktivita na ideologických školeních. Aby měly státní orgány jistotu v tom, že vědecký pracovník naplňuje jejich normy, spustily kontroly. Od roku 1958 byly spuštěny tzv. prověrky, kterých cílem mělo být ověření „třídní a politické spolehlivosti“ zaměstnanců SAV. Cílem prověrek nebylo jenom ověřování loajality vědců a zaměstnanců SAV k politickému režimu v Československu. Jejich účel spočíval také ve snaze o vytvoření záminek pro snížení stavu pracovníků ve státních institucích, takže také v Slovenské akademii věd. Výsledky prověrek pracovníků Národopisného ústavu SAV nebyly bezproblémové, ale i přesto si pracoviště zachovalo počet zaměstnanců. V roce 1958 získává Národopisný ústav SAV kromě jiného také novou ředitelku, kterou se stala Božena Filová. Ta podobně jako předcházející vedení ústavu usilovala o zvýšení počtu pracovníků NÚ SAV, díky čemuž v průběhu následujících 15 let Národopisný ústav ztrojnásobil počet zaměstnanců. „I přes složité politické podmínky a různé přímé a nepřímé zásahy vládní moci do vědecké činnosti Národopisného ústavu SAV jeho pracovníci dokázali vybudovat funkční pracoviště základního výzkumu ve všech jeho složkách.“
NÚ SAV reagoval flexibilně a jeho pracovníci usilovali o sledování společenských změn v rámci plánování výzkumu a vědeckých projektů, které v této době ústav realizoval. Kromě sledování přeměny kultury a společenské situace kladli výzkumníci NÚ SAV důraz na záchranný výzkum folklóru a tradice s ním spojené, nemluvě už o kultuře slovenských etnických menšin. Kromě výše uvedených projektů se pracovníci ústavu věnovali i mnohým dalším povinnostem, např. vyučování, spolupráce s lidovými umělci a lidovými soubory.
V tomto období (60. léta 20. století) se ústav věnoval třem ústředním tematickým celkům. Šlo o: dějiny lidové kultury na Slovensku, vliv industrializace na život a kulturu obyvatelstva a lidovou kulturu v karpatské oblasti. „Od roku 1967 začala vycházet edice Klenotnica slovenskej ľudovej kultúry (Klenotnice slovenské lidové kultury) – a hned do konce desetiletí v ní publikovaly dvě pracovnice NÚ SAV své autorské monografie.“ Šlo o autorky Soňu Burlasovú a její dílo Ľudové balady na Horehroní (1969) a Emu Kahounovú a její dílo Ľudové vinohradnícke stavby a lisy (1969). Pracoviště NÚ SAV se podílelo i na vydání mezinárodně úspěšného díla Československá vlastivěda. Do roku 1969 se na tomto pracovišti výrazněji rozvíjely diskuse o předmětu bádání národopisu, což postupně posilovalo potenciál pracoviště pro řešení dalšího výzkumu „současnosti.“

### Od normalizace po revoluci
21. srpna 1968 po invazi vojsk Varšavské smlouvy se postupně začaly ukazovat změny nové politické situace. V začátku procesu tzv. normalizace, který se datuje do jara roku 1969, zanikla v ČSSR svoboda tisku a v říjnu téhož roku byl přijat nový tiskový zákon, který opětovně zavedl cenzuru. Vznikla Komise pro analýzu vývoje po XIII. sjezdě KSČ a usnesením, které vydalo ÚV KSČ 29. září 1969, začaly další prověrky v státním aparátu a poslanců v zastupitelských úřadech. Podle dochovaných materiálů šlo o tzv. normalizační čistky. Ty zasáhly zvlášť silně vědecké, umělecké instituce a vysoké školy. Na pracovištích SAV, a tedy i na pracovišti NÚ SAV, nastala podobná situace jako v 50. letech. Tehdejší předseda SAV dostal od ministra výstavby a techniky list s návrhem na zrušení Národopisného ústavu Slovenské akademie věd s odkazem na výsledky prověrek z 22. ledna 1970. Národopisný ústav SAV už v té době nebyl malým nevýznamným pracovištěm, ale dobře strukturovanou institucí s výrazným zázemím a vlivem v odboru. O návrhu na zrušení NÚ SAV se jeho vedení dozvědělo prakticky okamžitě a už ten stejný den o něm informovalo zaměstnance. Pracovníci NÚ SAV začali vůči tomuto rozhodnutí bojovat prostřednictvím protestních listů, které rychle podpořily i další slovenské a české partnerské pracoviště a organizace. Všechny písemné protesty jsou datovány v období od 12. do 15. června 1970. Díky tomu pracoviště získalo podporu a pomoc v průběhu jednoho týdne. Spis, který se v této kauze zachoval, obsahuje také obsáhlý 13-stranový dokument pod názvem: K podkladovému materiálu pre akademika Filkorna o zrušení, zlúčení a reorganizácii niektorých ústavov vedecko-technickej základne v ČSSR (K podkladovému materiálu pro akademika Filkorna o zrušení, sloučení a reorganizaci některých ústavů vědecko-technické základny v ČSSR). Tento dokument, podobně jako protestní listy partnerských organizací, sehrál významnou úlohu v odpovědi na návrh z listu ministra výstavby a techniky, kterou poslal tehdejší předseda SAV Karol Šiška 17. června 1970. V této reakci mistrů návrh odmítl. V listě, který obsahoval reakci ředitele SAV, se kromě jiného píše: „Kategoricky protestujeme proti předběžným závěrům bodu 3, podle kterého se má zrušit Národopisný ústav SAV.“ Hlavní argumenty za zachování pracoviště byly: „NÚ SAV je největším vědeckým pracovištěm v odboru etnografie a folkloristiky, gestorem státních úloh, koordinátorem mezinárodních úloh MKKK, jediným školícím pracovištěm v odboru etnografie a folkloristiky pro kandidáty věd a doktorů věd. V NÚ SAV sídlí sekretariát SNS v SAV a SNKR, v roce 1969 začala největší úloha v odboru – Etnografický atlas Slovenska, na kterou P SAV už vyčlenilo rozpočtové prostředky.“
I přesto v roce 1971 zanikla východoslovenská pobočka NÚ SAV v Košicích a ústav tak přišel o část pracovníků. Nové pracovník přijat nemohl, protože v roce 1971 SSR neschválila nárůst pracovních sil v Slovenské akademii věd. Od 1. září tohoto roku platit pro celou SAV hromadný zákaz přijímat nové pracovníky. Tento stav však netrval dlouho a do roku 1973 se pracovišti NÚ SAV podařilo získat tři nové pracovnice. Nárůst pracovníků v ústavu postupně pokračoval a do konce roku 1979 se jeho kolektiv rozšířil na víc než 30 vědeckých a odborných pracovníků. O další rozšíření kolektivu usiloval ústav také v následujících letech, a bylo úspěšné. I přes generační výměnu a odchod zakládajících pracovníků do důchodu, měl NÚ SAV do konce 80. let okolo 50 zaměstnanců. Kromě toho získal ústav nové větší prostory v bývalé budově Slovenského rozhlasu na dnešním Jakubově náměstí (Jakubovom námestí) v Bratislavě. Bylo zde také audiostudio a dostatek místa pro archivy a knihovnu. Prostory však vyžadovaly rekonstrukci, a tak stěhování začalo postupně od roku 1986 a probíhalo až do roku 1989.
Kromě úspěšného získávání pracovníků zaznamenalo pracoviště vícero úspěchů ve své činnosti. V průběhu 70. let organizoval NÚ SAV národopisné bádání na Slovensku a vědecké projekty, které probíhaly v koordinaci s partnerskými ústavy v Praze a Brně. V letech 1971 až 1975 a 1976 až 1980 byl NÚ SAV hlavním pracovištěm celostátní úlohy (šlo o úlohy Státního plánu základního výzkumu) s názvem Vývoj ľudovej kultúry v českých zemiach a na Slovensku (Vývoj lidové kultury v českých zemích a na Slovensku), který také NÚ SAV koncepčně připravil. Šlo o velký projekt, do kterého se zapojilo 18 pracovišť z celého Československa. Cílem projektu bylo sledovat lidovou kulturu v Česku a na Slovensku a ukázat syntetický obraz jejího vývoje, aktuálních přeměn a vztahů k jiným kulturám. Díky různým významným projektům, včetně Etnografického atlasu Slovenska, který pracovníci zpracovávali do konce 60. let, se rozvíjela na tomto pracovišti také spolupráce s zeměmi západní Evropy, ačkoli to bylo omezeno politickou situací a byrokratickými překážkami.

### Po roce 1989
Rok 1989 přinesl pracovišti vícero významných změn. Ve velké míře to souviselo s politickou situací a tzv. něžnou revolucí. Do probíhajících procesů se zapojovali také pracovníci SAV a jejich činnost měla podíl také na vzniku VPN. V rámci pracovišť SAV vznikaly stávkové výbory. Dne 27. listopadu 1989 se uskutečnila generální stávka. V rámci ní se v areálu SAV konalo veřejné shromáždění, kde se vytvořil celoakademický stávkový výbor pracovišť SAV. Ten následně diskutoval s Předsednictvím SAV. Padly požadavky na odstranění vlivu politických stran z vědy a jejich odideologizování. Vědci také žádali o nápravu křivd páchaných na pracovnících SAV v průběhu normalizace a odstoupení zdiskreditovaných členů P SAV. 5. prosince 1989 odstoupilo celé Předsednictvo. Iniciativu přebralo Fórum vědců a výzkumných pracovníků, které vzniklo 7. prosince téhož roku. Vznikly návrhy na nové demokratické struktury a celý systém následně přešel rozsáhlou přeměnou. Národopisný ústav SAV se podobně jako další pracoviště SAV zapojil do občanského odporu v listopadu 1989. Pracovníci se zúčastnili generální stávky 27. listopadu 1989 a později 7. prosince téhož roku také shromáždění vědců a výzkumných pracovníků v Dome odborov v Bratislave (v Domě odborů v Bratislavě). Občanské shromáždění v NÚ SAV organizovalo odborové hnutí v čele s Rastislavou Stoličnou. Změnám, které s v tomto období děly, čelilo pracoviště NÚ SAV s novým ředitelem. V únoru 1989 na vlastní žádost odstoupila z postu ředitelky PhDr. Božena Filová, CSc. Ve funkci ji nahradil Prof. PhDr. Milan Leščák, CSc. Změny přišly i z hlediska získávání finančních zdrojů. Pracovníci NÚ SAV se museli rychle přizpůsobit změněným podmínkám, kterým čelili od roku 1989. Týkalo se to také financování a získávání finančních zdrojů nově záviselo na množství získaných projektů z domácích i zahraničních agentur. Pracovníci ústavu také přebrali některé organizační a manažerské práce místo administrativních a technických pracovníků, kterých ubývalo. Podobné problémy měly i další instituce. Tyto fakty a polistopadová transformace kulturních, ideových, sociálních, ekonomických a politických podmínek v společnosti výrazně měnily podobu vědecké práce. Výzkum už nebyl podřazen ideologickým tlakem, ale musel se vyrovnávat s novými ekonomickými dopady. Po revoluci se změnila legislativa, která se týkala SAV. Změna legislativy se sebou přinesla nové podmínky pro hodnocení a kvalitu výstupů. Po roce 1989 se postupně přeměňoval také vědecký program a směrování pracoviště. Vliv na tyto přeměny měly také ukončené projekty, zaměřené na tradiční lidovou kulturu Slovenska. Výstup z tohoto výzkumu představovalo několik syntetických prací. Například tematické monografie Encyklopédia ľudovej kultúry Slovenska (Encyklopedie lidové kultury Slovenska) (1995), Slovensko nebo Európske kontexty ľudovej kultúry (Evropské kontexty lidové kultury (Stoličná, 1997, 2000). Hlavním zaměřením pracoviště, které dnes nese název Ústav etnologie SAV, se postupně staly témata současné sociální reality na Slovensku a v dalších evropských, ale i mimoevropských zemích.

## Ředitelé pracoviště
- Rudolf Žatko : 1946 – 1948
- PhDr. Ján Mjartan, DrSc. : 1949 – 1951 a 1952 – 1958
- PhDr. Božena Filová, CSc. : 1958 – 1989
- Prof. PhDr. Milan Leščák, CSc. : 1990 – 1992
- Mgr. Dušan Ratica, CSc. : 1992 – 2000
- PhDr. Gabriela Killiánová, CSc. : 2000 – 2012
- Mgr. Tatiana Zachar Podolinská, Ph.D. : 2012 – současnost[29]

## Pracovníci Ústavu etnologie SAV

### Vědečtí pracovníci
- Mgr. Vladimír Bahna, Ph.D.
- Prof. PhDr. Zuzana Beňušková, CSc.
- Doc. PhDr. Alexandra Bitušíková, CSc.
- Oľga Danglová, CSc.
- Mgr. Soňa G. Lutherová, Ph.D.
- Mgr. Miroslava Hlinčíková, Ph.D.
- Mgr. Tomáš Hrustič, Ph.D.
- PhDr. Gabriela Killiánová, CSc.
- Doc. PhDr. Eva Krekovičová, DrSc.
- Daniel Luther, CSc.
- PhDr. Arne Mann, CSc.
- Mgr. Zuzana Panczová, Ph.D.
- Mgr. Tatiana Podolinská, Ph.D.
- PhDr. Katarina Popelková, CSc.
- PhDr. Peter Salner, DrSc.
- Mgr. Ľubica Voľanská, Ph.D.
- PhDr. Monika Vrzgulová, CSC.
- Mgr. Adam Wiesner, Ph.D.
- PhDr. Juraj Zajonc, CSc.[30]

### Odborní pracovníci
- Andrea Kalivodová
- PhDr. Tomáš Kubisa
- Mgr. Vladimír Potančok
- Mgr. Dušan Ratica, CSc.[31]